# إيبا فون سيدو
إيبا فون سيدو (بالسويدية: Ebba von Sydow) هي صحفية سويدية، ولدت في 18 فبراير 1981 في غوتنبرغ في السويد.